# سكوت شيلدون
سكوت شيلدون (بالإنجليزية: Scott Sheldon)‏ هو لاعب كرة قاعدة أمريكي، ولد في 28 نوفمبر 1968 في هاموند في الولايات المتحدة.

## وصلات خارجية
- سكوت شيلدون على موقع الدوري الياباني لكرة القاعدة (الإنجليزية)
- سكوت شيلدون على موقعبيزبول رفرنس.كوم (الدوري الرئيسي) (الإنجليزية)
- سكوت شيلدون على موقعبيزبول رفرنس.كوم (الدوري الثانوي) (الإنجليزية)
- سكوت شيلدون على موقع إي إس بي إن.كوم (أم.أل.بي) (الإنجليزية)
- سكوت شيلدون على موقع مشجعي الرسوم البيانية (الإنجليزية)